# Wagner Lopes
Wagner Lopes (呂比須 ワグナー, Lopes Wagner, São Paulo, 29 januari 1969) is een Japans voormalig voetballer die als aanvaller speelde.

## Japans voetbalelftal
Wagner Lopes debuteerde in 1997 in het Japans nationaal elftal en speelde 20 interlands, waarin hij 5 keer scoorde.

## Statistieken
| Japans voetbalelftal | Japans voetbalelftal | Japans voetbalelftal |
| Jaar                 | Wed.                 | Dlp.                 |
| -------------------- | -------------------- | -------------------- |
| 1997                 | 6                    | 3                    |
| 1998                 | 7                    | 0                    |
| 1999                 | 7                    | 2                    |
| Totaal               | 20                   | 5                    |